# Somniosus longus
Somniosus longus е вид хрущялна риба от семейство Somniosidae.

## Разпространение
Видът е разпространен в Нова Зеландия, Чили (Великденски остров и Тарапака) и Япония (Кюшу, Рюкю, Хоншу и Шикоку).